# Last Dinosaurs
Last Dinosaurs — австралийская инди-рок-группа из Брисбена штата Квинсленд. В составе группы ведущий вокалист и ритм-гитарист Шон Кэски, ведущий гитарист Лахлан Кэски, бас-гитарист Майкл Слоун и барабанщик Дэн Кояма.
Дебютный EP группы Back from the Dead в 2010 и последующий дебютный студийный альбом In A Million Years в 2012 году получили критическую оценку австралийских медиа-критиков, включая таких, как Triple J, и других. В настоящее время подписан контракт в Австралии с независимым лейблом Dew Process, а в Великобритании — с Fiction Records. На международном уровне Last Dinosaurs распространяется через Universal Music Group.
28 августа 2015 года Last Dinosaurs выпустили свой второй альбом Wellness. Релизу альбома предшествовали синглы «Evie» и «Apollo».
5 октября 2018 года группа выпустила свой третий альбом под названием Yumeno Garden.

## Интересные факты
- Группа названа в честь песни «Last Dinosaur» японской рок-группы The Pillows[5].
- Кояма и братья Кэски являются японцами по происхождению, поэтому группа гастролировала и часто посещала Японию.
- Песня "Zoom" была использована в качестве одного из саундтреков в игре Need for speed: Most Wanted (2012)

## Дискография

### Студийные альбомы
| Заголовок альбома  | Подробности |
| ------------------ | --- |
| In a Million Years | Дата выхода: 2 марта 2012 года Формат: CD, LP, цифровая загрузка Метки: Dew Process/Universal Music Australia                       |
| Wellness           | Дата выхода: 28 августа 2015 года Формат: CD, LP, цифровая загрузка Метки: Dew Process/Universal Music Australia                    |
| Yumeno Garden      | Дата выхода: 5 октября 2018 года Формат: CD, LP, цифровая загрузка, потоковая передача Метки: Dew Process/Universal Music Australia |

### Синглы
| Год  | Название                     | Альбом             |
| ---- | ---------------------------- | ------------------ |
| 2009 | "As Far as You're Concerned" | Back from the Dead |
| 2010 | "Honolulu"                   | Back from the Dead |
| 2011 | "Time & Place"               | In a Million Years |
| 2011 | "Zoom"                       | In a Million Years |
| 2012 | "Andy"                       | In a Million Years |
| 2012 | "I Can't Help You"           | In a Million Years |
| 2013 | "Weekend"                    | In a Million Years |
| 2015 | "Evie"                       | Wellness           |
| 2015 | "Apollo"                     | Wellness           |
| 2018 | "Dominos"                    | Yumeno Garden      |
| 2018 | "Eleven"                     | Yumeno Garden      |
| 2018 | "Bass God"                   | Yumeno Garden      |
| 2019 | "Italo Disco"                | Yumeno Garden      |
| 2019 | "FMU"                        | TBA                |
| 2020 | "Flying"                     | TBA                |
| 2022 | “Collect Call”               | TBA                |
| 2022 | "Look Back"                  | TBA                |
| 2022 | "CDMX"                       | TBA                |